# Иванов, Сергей Иванович (футболист)
Сергей Иванович Иванов (род. 22 марта 1964) — советский и российский футболист, полузащитник и защитник; футбольный судья.

## Карьера
Воспитанник ростовского футбола. В 1982—1983 годах играл за местный СКА. В 1984—1990 годах выступал за «Ростельмаш». За 7 лет в «Ростельмаше» сыграл 207 матчей и забил 6 голов в различных лигах СССР. В 1990—1991 годах защищал цвета АПК. В 1992 году играл за узбекистанский клуб «Навбахор», в составе которого стал обладателем кубка Узбекистана. В 1993 году перешёл в тольяттинскую «Ладу». В этом сезоне помог команде выиграть Первый дивизион и выйти в высшую лигу, сыграв 4 матча в переходном турнире. 15 марта 1994 года в матче против ставропольского «Динамо» дебютировал в чемпионате России. Всего в высшей лиге сыграл 8 матчей. Закончил карьеру игрока в 1996 году. Последним клубом стал ростовский «Источник».
В качестве судьи работал в 1997—2001 годах. Судил матчи низших дивизионов, молодёжное первенство, а также кубок России.